# Trivio (Umbrien)
Trivio ist eine Fraktion (italienisch frazione) von Monteleone di Spoleto in der Provinz Perugia, Region Umbrien in Italien.

## Geografie
Der Ort liegt etwa 2,5 km östlich des Hauptortes Monteleone di Spoleto und etwa 70 km südöstlich der Provinz- und Regionalhauptstadt Perugia. Terni liegt etwa 30 km südwestlich. Der Ort liegt bei 926 m s.l.m. und hatte 2011 etwa 76 Einwohner. Etwa 1,5 km westlich des Ortes verläuft der Fluss Corno, ein linker Zufluss des Nera. Im Nordosten grenzt der Ort an das Gemeindegebiet von Cascia, im Südosten liegt Leonessa (Provinz Rieti, Latium).

## Sehenswürdigkeiten
- Sant’Erasmo, Kirche, die in der heutigen Form im 16. Jahrhundert entstand. Eine Inschrift am Portal hat die Jahreszahl 1540 und das Monogramm yHs.[3][4] Die an der Fassade angebrachte Gedenktafel für die Gefallenen stammt von 1948.[3] Im Innenraum gibt es ein Wandgemälde mit einem Heiligen, das 1586 entstand.[4]

Bilder von Trivio
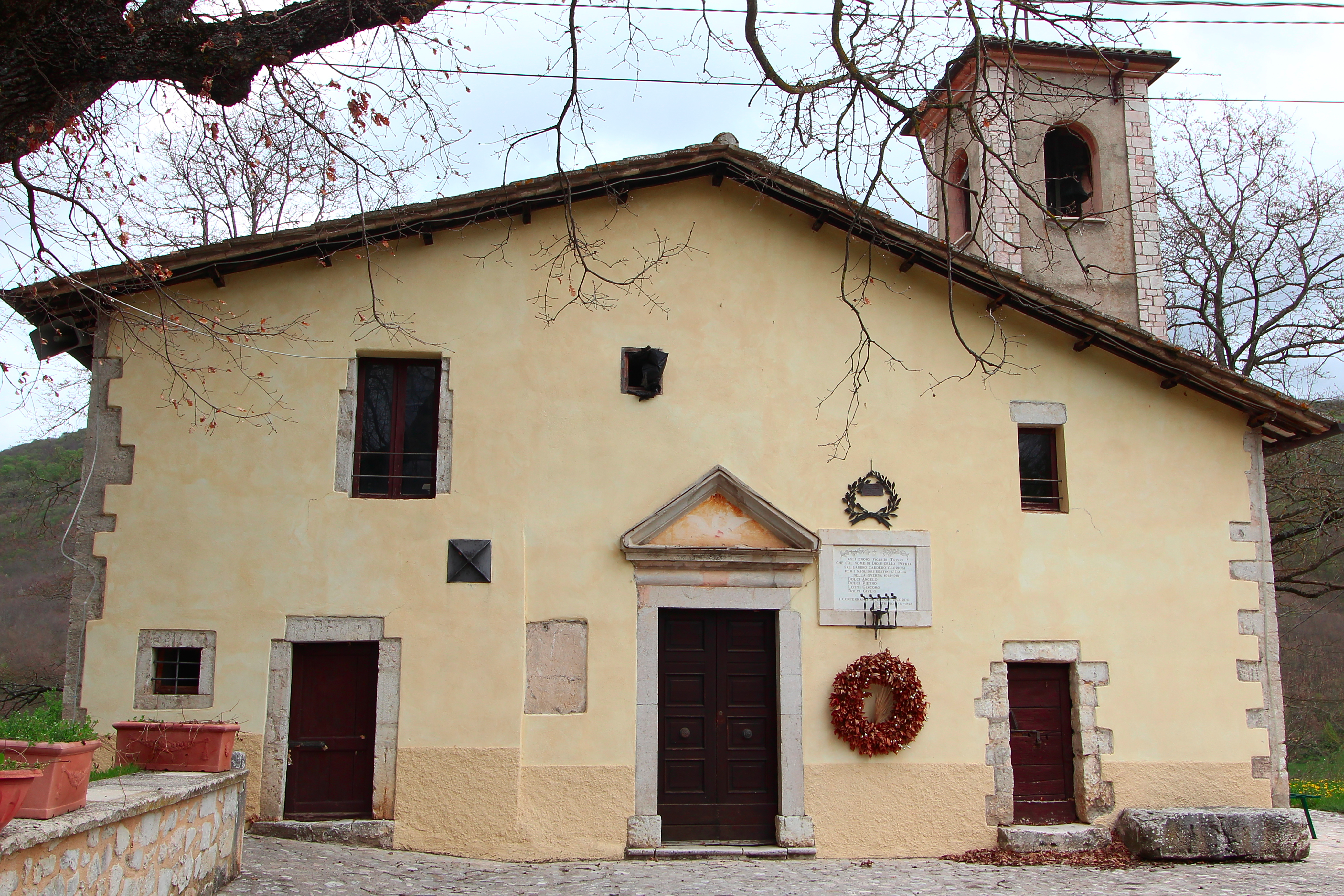
Die Kirche Sant’Erasmo
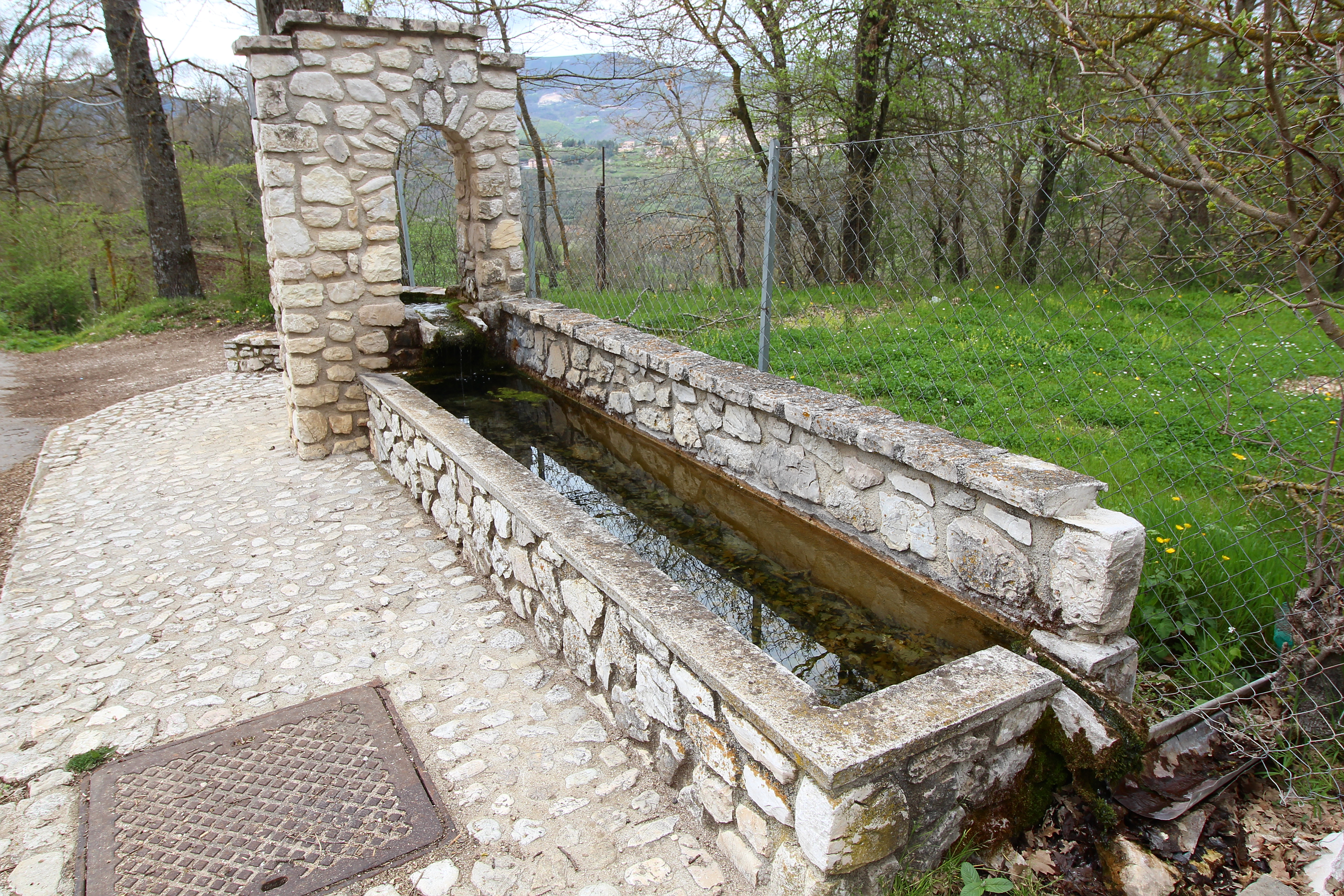
Der Brunnen von Trivio
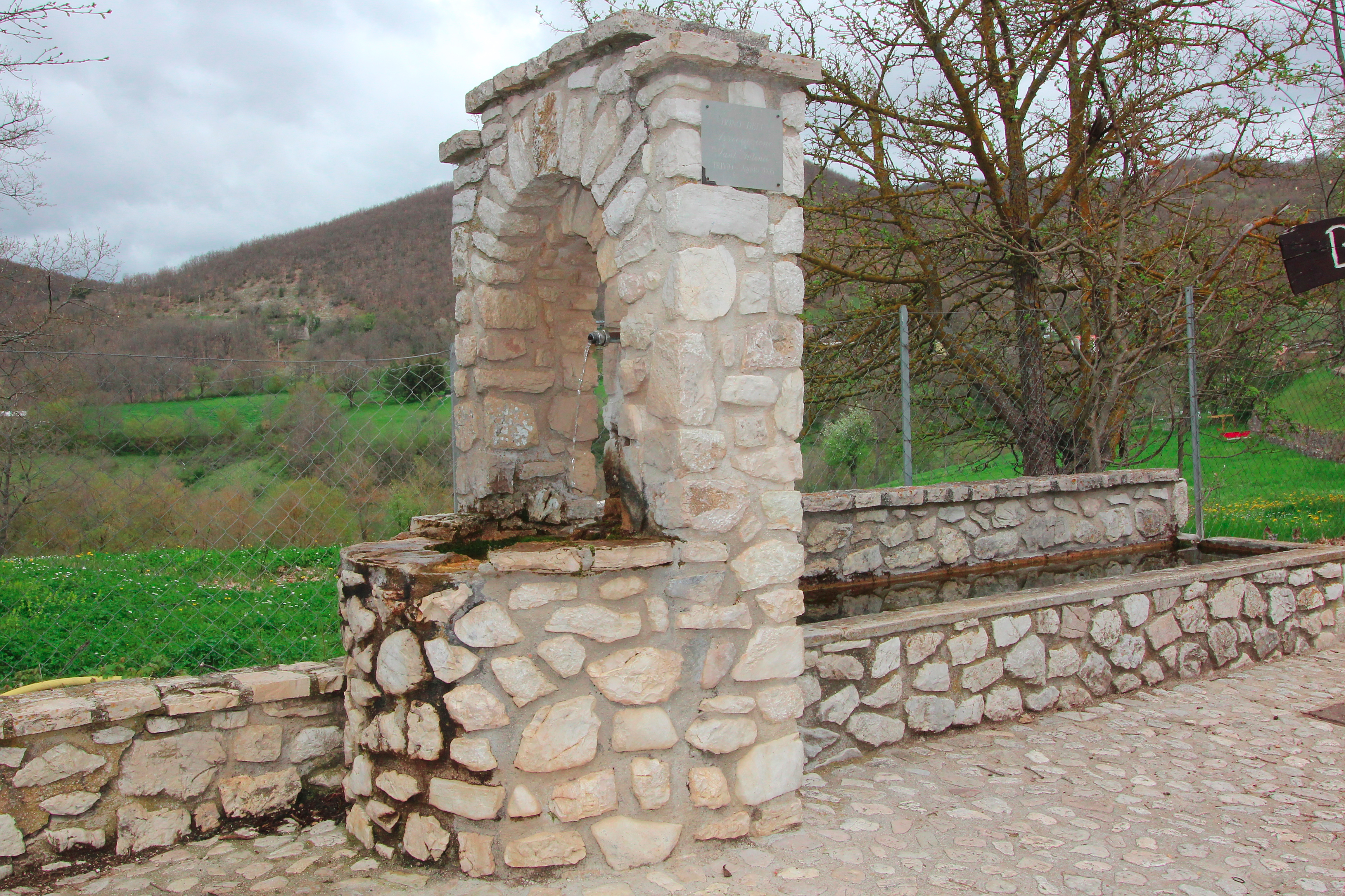
Der Brunnen von Trivio